# 伊藤拓郎 (バスケットボール)
伊藤 拓郎（いとう たくろう、1983年8月24日 - ）は、北海道札幌郡広島町（現・北広島市）出身のプロバスケットボール選手である。ポジションはポイントガード、シューティングガード。身長181cm、体重80kg。

## 来歴
北陸高から拓殖大学に進み、2005年ユニバーシアードに出場。日本代表候補にも選ばれる。
卒業後、米国独立リーグ・USBLのロングアイランド・プライムタイムに入団。2008年、地元のレラカムイ北海道に練習生として参加。年明けに選手登録。2009-10シーズンの途中で契約解除。その後、浜松・東三河フェニックスにアーリーチャレンジ選手制度で入団。シーズン終了後のドラフト会議で宮崎シャイニングサンズに指名されて入団。2012年、エクスパンション・ドラフトで東京サンレーヴスに移籍。2014年、バンビシャス奈良に移籍。2016年5月契約満了。
2018年9月にBリーグ参入を目指すトライフープ岡山に入団し、3シーズンぶりの現役復帰を果たす。

## 経歴
- 北広島市立緑陽中-北陸高 - 拓殖大学 - ロングアイランド・プライムタイム - レラカムイ北海道 - 浜松・東三河フェニックス - 宮崎シャイニングサンズ - 東京サンレーヴス - バンビシャス奈良 - トライフープ岡山

## 代表歴
- 2005ユニバーシアード日本代表